# Claude, Texas
Claude là một thành phố thuộc quận Armstrong, tiểu bang Texas, Hoa Kỳ. Năm 2010, dân số của xã này là 1196 người.

## Dân số
- Dân số năm 2000: 1313 người.
- Dân số năm 2010: 1196 người.